# Canthocamptus robertcokeri
Canthocamptus robertcokeri är en kräftdjursart som beskrevs av M. S. Wilson 1958. Canthocamptus robertcokeri ingår i släktet Canthocamptus och familjen Canthocamptidae. Inga underarter finns listade i Catalogue of Life.